# کراکرا (بلغارستان)
کراکرا (به بلغاری: Krakra) یک منطقهٔ مسکونی در بلغارستان است که در والچی دل واقع شده‌است.
 کراکرا ۱۱٫۰۱۶ کیلومتر مربع مساحت و ۲۰ نفر جمعیت دارد و ۲۳۳ متر بالاتر از سطح دریا واقع شده‌است.